# Ron Kovic
Ron Kovic, właściwie Ronald Lawrence Kovic, znany również jako Ronald L. Kovic, Ronald Kovic, Ron L. Kovic lub R.L. Kovic (ur. 4 lipca 1946 w Ladysmith) – amerykański aktywista ruchu antywojennego, sparaliżowany na skutek ran odniesionych w czasie wojny wietnamskiej.

## Życiorys
Urodzony w miasteczku Ladysmith w stanie Wisconsin, wychowywał się w Massapequa w stanie Nowy Jork. Uhonorowany medalami Brązowej Gwiazdy i Purpurowego Serca, uczestnik dwóch tur wojny w Wietnamie. 20 stycznia 1968 roku w trakcie działań operacyjnych został ranny, a na skutek uszkodzenia rdzenia kręgowego został sparaliżowany od klatki piersiowej w dół. Jest jednym z najbardziej znanych aktywistów ruchu antywojennego wśród weteranów wojny wietnamskiej. Kovic był 12 razy aresztowany za uczestnictwo w protestach politycznych.
W 1974 r. przewodził grupie poruszających się na wózkach weteranów wojny w Wietnamie, którzy podjęli 17-dniowy strajk głodowy w biurze senatora Alana Cranstona w Los Angeles. Weterani chcieli w ten sposób zaprotestować przeciwko kiepskiemu traktowaniu w amerykańskich szpitalach dla weteranów, domagając się lepszych warunków leczenia dla powracających z wojny weteranów, a także śledztwa mającego zbadać wydział ds. weteranów, oraz osobistego spotkania z ówczesnym kierownikiem wydziału ds. weteranów, Donaldem E. Johnsonem. Strajk był kontynuowany do momentu, gdy Johnson zgodził się na spotkanie z prowadzącymi go weteranami. Kilka miesięcy później podał się do dymisji.
Kovic był też mówcą w czasie Ogólnokrajowej Konwencji Demokratów w 1976 r., popierając kandydaturę Fritza Efawa na stanowisko wiceprezydenta Stanów Zjednoczonych.
Kovic był zdecydowanym przeciwnikiem wojny w Iraku. W listopadzie 2003 przyłączył się do grupy protestujących w Londynie przeciwko wizycie George’a W. Busha. Był gościem honorowym na przyjęciu zorganizowanym przez burmistrza Londynu Kena Livingstone’a wydanym na cześć brytyjskich działaczy pokojowych. Następnego dnia przewodniczył grupie kilkuset tysięcy demonstrantów, którzy zgromadzili się na Trafalgar Square, by protestować przeciwko wizycie George’a W. Busha oraz działaniom wojennym w Iraku.

## Kovic iUrodzony czwartego lipca
Znany jako autor pamiętnika Urodzony czwartego lipca, na podstawie którego nakręcono nagrodzony Oscarem film w reżyserii Olivera Stone’a z Tomem Cruise’em w roli głównej. Kovic, laureat nagrody Złotego Globu w kategorii Najlepszy Scenariusz, nagrodę otrzymał 20 stycznia 1990, dokładnie w 22 rocznicę postrzału, w wyniku którego został inwalidą. Był również nominowany do Oscara w kategorii Najlepszy Scenariusz Adaptowany (Kovic wraz ze Stone’em jest współautorem scenariusza do filmu Urodzony 4 lipca). W trakcie zdjęć do filmu pogodził się z rodzicami. Bruce Springsteen po przeczytaniu pamiętników Kovica oraz po spotkaniu się z autorem napisał piosenkę Shut Out The Light.